# Soleado
"Soleado" är en melodi komponerad av "Zacar", pseudonym för den italienske tonsättaren Ciro Dammicco, och baserad på hans tidigare komposition "Le rose blu" från 1972. Den första inspelningen gjordes 1974 som vokalis av Daniel Sentacruz Ensemble, där Dammicco var medlem.
Melodin har textsatts på flera språk med helt olika innehåll i texten. Michael Holm gjorde 1974 en tysk version med titeln Tränen Lügen Nicht. Som julsången When a Child is Born med sång av Johnny Mathis blev låten 1976 en hit i Storbritannien. Moacir Franco har gjort en spansk version som heter Soleado (med sång). På tjeckiska spelade Karel Gott in en version med temat kärlek.
Soleado har spelats in av ett stort antal artister, som Mireille Mathieu, Percy Faith, Paul Mauriat, Fausto Papetti. Gigi D'Agostino har även gjort en trance-remix av melodin.